# Hungária Kávéház (filmsorozat)
A Hungária Kávéház egy 1976-ban készült tizenhárom részes magyar–német tévéfilmsorozat.

## Alaptörténet
|  | Alább a cselekmény részletei következnek! |

### 1. epizód: Bátyám és én
Kopferneck főhadnagy a kadétiskola réme volt. Szigorúsága ellenére a kadétok mégis megpróbálták különböző csellel elhagyni a garnizont. Mindig pórul jártak, kivéve egy esetet. 20 éves szolgálata alatt csak egy kadétnak sikerült a főhadnagyot bizonytalanná tenni olyannyira, hogy még kitűnő ösztöne is cserbenhagyta. Érdy kadétnak a szerencsétlen helyzetben ugyanis az a zseniális ötlete támadt, hogy saját bátyjának adja ki magát. Társai és a barátok segítségével még nevetségessé is tették a félelmetes embert. Kopferneck ebből az esetből tanulta meg, hogy hogy inkább hibázni, de azt is biztonsággal, mint elbizonytalanodni.

### 2. epizód: A lecke
A munkában megöregedett paraszt ereje fogytán már nem bírja a kertjét felásni. Gyerekeit kéri, azok nem hajlandóak, inkább napszámost fogadnának. Az öreg egy ügyes csellel kényszeríti őket a munkára: azt állítja, hogy 1000 koronát ásott el a kertben, de nem tudja hova.

### 3. epizód: A világot jelentő deszkák
A magukat művészeknek tartó, verbuvált színészi társaság vendégszereplésre kap meghívást egy vidéki özvegy kocsmárostól. A színpadot teremtő kocsmáros jóindulatával azonban csúnyán visszaélnek. Felélnek mindent a házban, becsapnak mindenkit, s végül angolosan távoznak.

### 4. epizód: Esküvő Gerelypusztán
Az elszegényedett, népes nemesi család egyetlen kincse az örökölt gerelypusztai kastély, aminek varázsa teszi lehetővé, hogy egyikük-másikuk gazdagon nősüljön, illetve férjhez menjen. A történet egy ilyen esküvőről szól, s aki elmeséli, csak azért nem nősült meg, mert akit megszeretett mint szobalányt, nem árulta el, hogy "kastélylakó".

### 5. epizód: Nők apróban
Egy grafikusművész feleségével egy egyszobás lakásban él. A férfi nagyobb lakáshoz szeretne jutni, és felesége rendszeretetét sem bírja elviselni, ezért elhatározza, elválik tőle és házassági hirdetés útján próbál nagyobb lakáshoz jutni. A férj csak válás után ébred rá, hogy még mindig a feleségét szereti.

### 6. epizód: Az ötlet
A szegény, de annál szerelmesebb fiatalember mindent elkövet, hogy szíve választotta kedvébe járjon. Képes akár a sikkasztásra is, ám amikor kilátástalan helyzetéből csak az öngyilkossággal szabadulna, egy mentőötlettel segítségére siet a csavaros észjárású ügyvéd.

### 7. epizód: A berlini lány
Egy német nevelőnő gazdag budapesti családnál szolgál az 1930-as években. Nem ismeri a képmutatást és ez megdöbbenti környezetét. Munkaadójának felesége csalja a férjét, az asszony ezt a kapcsolatot természetesnek tartja, míg a nevelőnő őszinteségét és felvilágosultságát erkölcstelennek. Fel akar mondani neki, de a lány megleckézteti az egész álszent társaságot, majd hazautazik Berlinbe.

### 8. epizód: Vakbélgyulladás
A Hungária Kávéházban Kiss úr az egyik hivatalnok mesél volt kollégájáról, a helyére lépő tisztviselőnek. Kovács János szorgalmas, pontos tisztviselő élete a megszokott kerékvágásban halad. Egyszer hivatalában rosszul lesz, a mentők kórházba viszik, majd a professzor megoperálja, kiveszi a vakbelét. Ez oly nagy esemény Kovács úr életében, amely teljesen felborítja lelki egyensúlyát.

### 9. epizód: Alvilági kérő
Mici, az orgazda lánya ruhatáros lesz a Maláta Kávéházban, ahová az alvilág emberei járnak. Itt szeretnek egymásba Szügyi Kálmánnal, a házasságszédelgővel. Ám a jó megélhetésre szükségük van, ezért Mici és szülei az esküvő után úgy döntenek, hogy Kálmán folytatja "munkáját". Eleinte semmi sem sikerül az újdonsült férjnek, mert a nők nem érzik, hogy őszintén udvarol. Később a család új trükköt eszel ki.

### 10. epizód: Legyen az özvegyem
Széplaki Tituszt, a fiatal hírlapírót gyakorlatilag halálra ítélték: egy sértő cikke miatt az ország legjobb céllövőjével kell párbajoznia. Szívesen lemondana erről, de egy úriember ezt nem teheti. A halál előtti nehéz órákban környékezi meg Olga, a kávéház pénztárosnője, akinek minden vágya, hogy szépen csengő özvegyi neve legyen. S mivel biztos abban, hogy Tituszt másnap megölik, hajnalban megtartják az esküvőt. A szerencse azonban forgandó.

### 11. epizód: Fiú a kastélyból
A falubeli lányok nem szívesen ismerkednek a kastély munkásszállásán lakó fiúkkal. Egy táncmulatságon az egyik ilyen fiú, Zoli megismerkedik egy lánnyal és annak édesanyjával. Bevonul katonának és onnan ír Julinak, de levelekre a lány helyett az anya válaszol. Mikor Zoli szabadságra érkezik, megtudja az igazságot és ez végleg megrengeti az életbe és a szerelembe vetett hitét.

### 12. epizód: Parancsára, hadnagy úr!
A hadnagy úr szemet vet a kávéházban váci főorvos csinos feleségére, és még aznap éjjel szerenádot ad az ablaka alatt. A férj kérdőre vonja, majd sértő válaszára karon lövi. A báró felbérli tiszti szolgáját, Samut, hogy gyilkolja meg az orvost. A tárgyaláson Samu magára vállalja gazdája bűnét abban a hiszemben, hogy az úgyis kiszabadítja. Csak a kivégző osztag előtt döbben rá, hogy csak neki kell felelni a bűnéért.

### 13. epizód: Öröklakás
|  | Itt a vége a cselekmény részletezésének! |

## Alkotók és szereplők
| epizód | epizód címe               | rendezte           | írta                                                                 | operatőr      | szereplő             | magyar hangja    | szerep                          |
| ------ | ------------------------- | ------------------ | -------------------------------------------------------------------- | ------------- | -------------------- | ---------------- | ------------------------------- |
| 1.     | Bátyám és én              | Korbinian Köberle  | Csurka István                                                        | Németh Attila | Bus Kati             | –                | Annuska                         |
| 1.     | Bátyám és én              | Korbinian Köberle  | Csurka István                                                        | Németh Attila | Cseke Péter          | –                |                                 |
| 1.     | Bátyám és én              | Korbinian Köberle  | Csurka István                                                        | Németh Attila | Farkas Antal         | –                |                                 |
| 1.     | Bátyám és én              | Korbinian Köberle  | Csurka István                                                        | Németh Attila | Fonyó István         | –                |                                 |
| 1.     | Bátyám és én              | Korbinian Köberle  | Csurka István                                                        | Németh Attila | Margitai Ági         | –                | Madame                          |
| 1.     | Bátyám és én              | Korbinian Köberle  | Csurka István                                                        | Németh Attila | Mihályi Győző        | –                |                                 |
| 1.     | Bátyám és én              | Korbinian Köberle  | Csurka István                                                        | Németh Attila | Pongrácz Imre        | –                | Stuffer úr                      |
| 1.     | Bátyám és én              | Korbinian Köberle  | Csurka István                                                        | Németh Attila | Wolfgang Preiss      |                  |                                 |
| 1.     | Bátyám és én              | Korbinian Köberle  | Csurka István                                                        | Németh Attila | Johannes Schauer     | Horváth Gyula    | Lajos, a kávéház főpincére      |
| 1.     | Bátyám és én              | Korbinian Köberle  | Csurka István                                                        | Németh Attila | Dieter Traier        |                  |                                 |
| 1.     | Bátyám és én              | Korbinian Köberle  | Csurka István                                                        | Németh Attila | Vitai András         | –                |                                 |
| 2.     | A lecke                   | Hagen Müller-Stahl | Csurka István                                                        | Németh Attila | Bánhidi László       | –                | Az öreg Pákozdi István          |
| 2.     | A lecke                   | Hagen Müller-Stahl | Csurka István                                                        | Németh Attila | Dózsa László         | –                | Kardos úr                       |
| 2.     | A lecke                   | Hagen Müller-Stahl | Csurka István                                                        | Németh Attila | Horváth Teri         | –                | Bertalan néni                   |
| 2.     | A lecke                   | Hagen Müller-Stahl | Csurka István                                                        | Németh Attila | Nagy Anna            | –                | Pákozdi Jóska felesége          |
| 2.     | A lecke                   | Hagen Müller-Stahl | Csurka István                                                        | Németh Attila | Johannes Schauer     | Horváth Gyula    | Lajos, a kávéház főpincére      |
| 2.     | A lecke                   | Hagen Müller-Stahl | Csurka István                                                        | Németh Attila | Solti Bertalan       | –                | János szomszéd                  |
| 2.     | A lecke                   | Hagen Müller-Stahl | Csurka István                                                        | Németh Attila | Szilágyi István      | –                | Feri bácsi                      |
| 2.     | A lecke                   | Hagen Müller-Stahl | Csurka István                                                        | Németh Attila | Rüdiger Vogler       |                  | Pákozdi Jóska                   |
| 3.     | A világot jelentő deszkák | Hagen Müller-Stahl | Sós György                                                           | Németh Attila | Hadics László        | –                | Színész                         |
| 3.     | A világot jelentő deszkák | Hagen Müller-Stahl | Sós György                                                           | Németh Attila | Haumann Péter        | –                | Gordán Bálint                   |
| 3.     | A világot jelentő deszkák | Hagen Müller-Stahl | Sós György                                                           | Németh Attila | Kibédi Ervin         | –                | Fóti úr                         |
| 3.     | A világot jelentő deszkák | Hagen Müller-Stahl | Sós György                                                           | Németh Attila | Máriáss József       | –                | Propper bácsi                   |
| 3.     | A világot jelentő deszkák | Hagen Müller-Stahl | Sós György                                                           | Németh Attila | Márton András        | –                | Cigányprímás                    |
| 3.     | A világot jelentő deszkák | Hagen Müller-Stahl | Sós György                                                           | Németh Attila | Herbert Mensching    |                  | Zalai Lajos                     |
| 3.     | A világot jelentő deszkák | Hagen Müller-Stahl | Sós György                                                           | Németh Attila | Hagen Müller-Stahl   |                  |                                 |
| 3.     | A világot jelentő deszkák | Hagen Müller-Stahl | Sós György                                                           | Németh Attila | Johannes Schauer     | Horváth Gyula    | Lajos, a kávéház főpincére      |
| 3.     | A világot jelentő deszkák | Hagen Müller-Stahl | Sós György                                                           | Németh Attila | Szokol Péter         | –                | Gordán Laci                     |
| 3.     | A világot jelentő deszkák | Hagen Müller-Stahl | Sós György                                                           | Németh Attila | Tatai István         | –                | Gordán Béla                     |
| 3.     | A világot jelentő deszkák | Hagen Müller-Stahl | Sós György                                                           | Németh Attila | Telessy Györgyi      | –                |                                 |
| 3.     | A világot jelentő deszkák | Hagen Müller-Stahl | Sós György                                                           | Németh Attila | Voith Ági            | –                | Jázmin Vola, színésznő          |
| 4.     | Esküvő Gerelypusztán      | Makk Károly        | Kardos G. György                                                     | Lukács Lóránt | Andai Katalin        | –                | Milike                          |
| 4.     | Esküvő Gerelypusztán      | Makk Károly        | Kardos G. György                                                     | Lukács Lóránt | Benkő Gyula          | –                | Vendég a kávéházban             |
| 4.     | Esküvő Gerelypusztán      | Makk Károly        | Kardos G. György                                                     | Lukács Lóránt | Benkő Péter          | –                | Bibiti István                   |
| 4.     | Esküvő Gerelypusztán      | Makk Károly        | Kardos G. György                                                     | Lukács Lóránt | Dózsa László         | –                | Borót                           |
| 4.     | Esküvő Gerelypusztán      | Makk Károly        | Kardos G. György                                                     | Lukács Lóránt | Gyöngyössy Katalin   | –                | Borót Zsuzsi                    |
| 4.     | Esküvő Gerelypusztán      | Makk Károly        | Kardos G. György                                                     | Lukács Lóránt | Huszti Péter         | –                | Borót Károly                    |
| 4.     | Esküvő Gerelypusztán      | Makk Károly        | Kardos G. György                                                     | Lukács Lóránt | Lőte Attila          | –                | Borót György                    |
| 4.     | Esküvő Gerelypusztán      | Makk Károly        | Kardos G. György                                                     | Lukács Lóránt | Karl Paryla          | –                | Kovács Pál                      |
| 4.     | Esküvő Gerelypusztán      | Makk Károly        | Kardos G. György                                                     | Lukács Lóránt | Johannes Schauer     | Horváth Gyula    | Lajos, a kávéház főpincére      |
| 4.     | Esküvő Gerelypusztán      | Makk Károly        | Kardos G. György                                                     | Lukács Lóránt | Temessy Hédi         | –                | Borót Györgyné                  |
| 4.     | Esküvő Gerelypusztán      | Makk Károly        | Kardos G. György                                                     | Lukács Lóránt | Ujlaki László        | –                | Vendég a kávéházban             |
| 5.     | Nők apróban               | Makk Károly        | Kolozsvári Grandpierre Emil (regény) Kardos G. György (forgatókönyv) | Lukács Lóránt | Jürgen Draeger       | Sztankay István  | Tímár Mihály                    |
| 5.     | Nők apróban               | Makk Károly        | Kolozsvári Grandpierre Emil (regény) Kardos G. György (forgatókönyv) | Lukács Lóránt | Gordon Zsuzsa        | –                | Németh Emília                   |
| 5.     | Nők apróban               | Makk Károly        | Kolozsvári Grandpierre Emil (regény) Kardos G. György (forgatókönyv) | Lukács Lóránt | Kállai Ilona         | –                | Markovics Olga                  |
| 5.     | Nők apróban               | Makk Károly        | Kolozsvári Grandpierre Emil (regény) Kardos G. György (forgatókönyv) | Lukács Lóránt | Irmgard Kootes       |                  | Sári                            |
| 5.     | Nők apróban               | Makk Károly        | Kolozsvári Grandpierre Emil (regény) Kardos G. György (forgatókönyv) | Lukács Lóránt | Johannes Schauer     | Horváth Gyula    | Lajos, a kávéház főpincére      |
| 5.     | Nők apróban               | Makk Károly        | Kolozsvári Grandpierre Emil (regény) Kardos G. György (forgatókönyv) | Lukács Lóránt | Tordai Teri          | –                |                                 |
| 5.     | Nők apróban               | Makk Károly        | Kolozsvári Grandpierre Emil (regény) Kardos G. György (forgatókönyv) | Lukács Lóránt | Szilvássy Annamária  | –                | Prostituált                     |
| 6.     | Az ötlet                  | Makk Károly        | Csurka István                                                        | Lukács Lóránt | Balázsovits Lajos    | –                | Szabó István, a bank pénztárosa |
| 6.     | Az ötlet                  | Makk Károly        | Csurka István                                                        | Lukács Lóránt | Darvas Iván          | –                | A bank tulajdonosa              |
| 6.     | Az ötlet                  | Makk Károly        | Csurka István                                                        | Lukács Lóránt | Esztergályos Cecília | –                | Táncosnő az Orfeumban           |
| 6.     | Az ötlet                  | Makk Károly        | Csurka István                                                        | Lukács Lóránt | Gálcsiki János       | –                | Pincér az Orfeumban             |
| 6.     | Az ötlet                  | Makk Károly        | Csurka István                                                        | Lukács Lóránt | Gaby Herbst          | Schütz Ila       | Rézi táncosnő                   |
| 6.     | Az ötlet                  | Makk Károly        | Csurka István                                                        | Lukács Lóránt | Fónay Márta          | –                | Marulinkáné, házvezetőnő        |
| 6.     | Az ötlet                  | Makk Károly        | Csurka István                                                        | Lukács Lóránt | Körmendi János       | –                | Fegyverkereskedő                |
| 6.     | Az ötlet                  | Makk Károly        | Csurka István                                                        | Lukács Lóránt | Sárosi Gábor         | –                | A bank cégvezetője              |
| 6.     | Az ötlet                  | Makk Károly        | Csurka István                                                        | Lukács Lóránt | Johannes Schauer     | Horváth Gyula    | Lajos, a kávéház főpincére      |
| 6.     | Az ötlet                  | Makk Károly        | Csurka István                                                        | Lukács Lóránt | Karl-Maria Schley    | Velenczey István | Ügyvéd                          |

- Gyártásvezető: Hranitzky Tibor
- Vágó: Dékány György
- Hangmérnök: Takács S. Mariann
- Jelmez: Csengey Emőke
- Díszlet: Varga Mátyás
- Rendezőasszisztens: Bánk László

## Külső hivatkozások
- A sorozat a Port.hu oldalán
- A sorozat az IMDb oldalán